# Promanteia
Promanteia (gr. προμαντεία) – w starożytnej Grecji przywilej pierwszeństwa w otrzymywaniu rad wyroczni. Była przyznawana przez kapłanów miastom greckim, które wykazały się hojnością wobec świątyni bądź udzieliły jej pomocy militarnej.